# HCM Arnhem
HCM Arnhem is een Nederlandse hockeyclub uit Arnhem.
De vereniging werd in april 1975 opgericht onder de naam Hockeyclub Malburgen. In 1999 werd de naam van de club afgekort tot HCM en sinds het seizoen 2008/2009 wordt HCM Arnhem als naam gebruikt.